# Eutachycines kongtumensis
Eutachycines kongtumensis är en insektsart som först beskrevs av Andrej Vasiljevitj Gorochov 1990.  Eutachycines kongtumensis ingår i släktet Eutachycines och familjen grottvårtbitare. Inga underarter finns listade i Catalogue of Life.